# Bob Martin (sångare)
Se även artikeln Bob Martin för golfaren med samma namn
Bob Martin (född 7 juni 1922, död 13 januari 1998) var en österrikisk sångare som var den första från Österrike som deltog i Eurovision Song Contest. Han deltog i festivalen 1957 och sjöng den tyskspråkiga låten Wohin, kleines Pony? (sv: Varhän, lilla ponny?) och slutade på tionde och sista plats. Han fick dock nästan alla röster från de 60% av den franska juryn.